# 강기정
강기정(姜琪正, 1964년 1월 17일~)은 대한민국의 정치인이다. 제17대·18대·19대 국회의원과 문재인 정부의 대통령비서실 정무수석을 역임했고, 민선 8기 광주광역시장이다.

## 생애
1964년 전라남도 고흥군 금산면 석정리 신정마을에서 아버지 강부흥과 어머니 진소방 사이에서 5남 3녀 중 막내로 태어났다. 고흥 금산중앙초등학교, 금산중학교를 졸업하고, 1982년 광주대동고등학교를 졸업했다.
1982년 전남대학교 전기공학과에 입학하여 '사회조사연구회'에서 활동하였다. 1982년 박관현의 사망일을 맞아 처음 경찰서에 연행된 후 학생운동에 투신했다. 1985년 전남대학교 재학 중 삼민투(민족통일·민주쟁취·민중해방 투쟁위) 위원장이 되어 5.18 진상규명을 요구하며 신민당 중앙당사에서 농성했다.
삼민투 위원장으로서 국가보안법, 집회시위법 등의 위반으로 체포된 후 징역 8년을 선고받고 복역했다. 1988년 특별 사면·복권됐다.
1998년 ‘5월의 빛’이라는 안내 봉사단을 창단하였다. 1999년 아파트 공동체 연구센터를 조직하였다. 
2000년 16대 총선 때 광주 북구 갑 지역에서 무소속 후보로 출마했지만 득표율 19.9%로 박광태 새천년민주당 후보에게 뒤져 낙선했다. 2002년 재보궐선거에서도 18.0%의 득표율로 김상현 새천년민주당 후보에게 패했다.
2004년 17대 총선에서 열린우리당 후보로 광주 북구 갑 지역구에 출마해 59.82%를 득표하며 6선의 김상현 후보를 꺾고 국회에 처음 입성했다.
초선 의원 때 열린우리당 복지특별위원회 위원장, 보건복지위원회 간사 등을 맡았다. 65세 이상 노인에게 기초연금을 지급하는 기초노령연금법안을 2006년 대표 발의해 2007년 법안 통과를 이끌어냈다.
2008년 18대 총선 때는 통합민주당 후보로 63.28%를 득표하면서 4선 의원을 지낸 한화갑 무소속 후보를 꺾었다. 제18대 재선 의원 때는 정세균 민주당 대표의 비서실장을 지냈다. 18대 국회 국토해양위원회 위원으로 활동하였으며, 예산결산특별위원회 간사로 선임되어 활동하였다.
2012년 19대 총선에서 57.71%를 득표하며 3선에 성공한 후 민주통합당 최고위원에 선출되었다. 19대 국회 때 새정치민주연합 공적연금TF 단장과 국회 공무원연금개혁 국민대타협기구 공동위원장을 맡아 공무원 연금개혁 합의를 도출했다. 2015년 새정치민주연합 정책위의장을 역임하였다.
2016년 20대 총선 때는 공천에서 배제돼 출마하지 못했다. 
2017년 19대 대선 때 문재인 후보 중앙선거대책위원회 총괄 수석부본부장으로 활동했고, 2019년 1월 문재인 정부의 정무수석으로 내정되었다.
2022년 제8회 전국동시지방선거 경선에서 이용섭 前 광주광역시장을 꺾고 더불어민주당 후보로 공천을 받아서 선거에서 74. 91%의 득표율로 국민의힘 주기환 후보를 누르고 광주광역시장으로 당선되었으며, 7월 1일 제 14대 광주광역시장으로 정식 취임하였다. 시정 구호는 광주가 그 동안 국가와 공동체를 위해서 많은 희생을 치러왔고 민주주의를 지키는 것에 대한 의무감이 있었는데, 그것도 중요하지만 이제 시민 모두가 자신들의 행복을 바라고, 일을 통해서 시민의 삶을 혁명하여 도시를 바꿔보고자 "내☆일이 빛나는 기회 도시 광주"로 정했다.  
광주광역시장이 된 이후, 함께 민선 8기에서 당선된 대선배 정치인이자 광주의 정 반대편에 있는 영남의 광역시인 대구광역시의 시장 홍준표와 함께 달빛동맹에 적극적인 모습을 보이며, 홍준표 대구광역시장이 대구와 경북에서 대구경북통합신공항을 지어 동남부권 관문 공항을 건설해 인천국제공항에 집중 포화된 여객, 물류 운송을 제대로 된 하늘길을 열어 분담하겠다고 하자, 강기정 광주광역시장도 이에 화답하여 민간. 군 공항 이전 사업이 계속해서 지체되고 있는 무안국제공항을 이와 비슷하게 하여 서남부권에서도 제대로 된 하늘길을 열어 관문공항을 건설하겠다고 밝혔다. 그리고 30년이 넘도록 막혀있던 영호남의 혈맥을 뚫을 수 있는 달빛고속철도 건설 법안을 홍준표 대구광역시장이 만든 이후 국회 법안 통과를 위해서 최선을 다했고, 법안 통과 이후 김대중컨벤션센터에서 홍준표 대구광역시장, 경상남북도 일부 시장, 군수와 전라남북도 일부 시장, 군수가 참여한 가운데 달빛고속철도 국회 법안 통과 축하 행사와 함께 "남부거대경제권 조성 협약"을 체결했다. 두 광역시장이 체결한 달빛동맹 협약은 현재 대한민국에서 가장 심각해지고 있는 문제인 지방 인구 소멸 문제(수도권 인구 집중 포화 현상) 완화 및 남부지방 전체 경기를 회복 시키는데 큰 도움이 될 것으로 전망하고 있다.

## 학력
- 금산중학교 졸업
- 광주대동고등학교 졸업
- 전남대학교 공과대학 전기공학 학사
- 전남대학교 행정대학원 행정학 석사

## 경력
- 2004년 4월 15일: 대한민국 제17대 국회의원 선거 당선(광주 북구 갑, 열린우리당, 초선)
- 2004년 5월 30일~2008년 5월 29일: 제17대 국회의원(광주 북구 갑, 열린우리당→대통합민주신당→통합민주당, 초선)
  - 정치개혁특별위원회 위원
  - 열린우리당 원내부대표
  - 국민연금제도개선특위 위원
  - 열린정책연구원 이사
  - 제17대 국회 국회운영위원회 위원
  - 제17대 국회 보건복지위원회 위원
- 2008년 4월 9일: 대한민국 제18대 국회의원 선거 당선(광주 북구 갑, 통합민주당, 재선)
- 2008년 5월 30일~2012년 5월 29일: 제18대 국회의원(광주 북구 갑, 통합민주당→민주당→민주통합당, 재선)
- 2008년 8월: 제18대 국회 윤리특별위원회 위원
- 2008년 8월: 제18대 국회 행정안전위원회 간사
  - 제18대 국회 국토해양위원회 위원
  - 제18대 국회 예산결산특별위원회 간사
  - 제18대 국회 연금제도개선특별위원회 간사
- 2008년~2010년 민주당 정세균 대표 비서실장
- 2008년~2011년 민주당 광주광역시당 북구 갑 지역위원회 위원장
- 2011년~2013년: 민주통합당 광주광역시당 북구 갑 지역위원회 위원장
- 2012년 4월 11일: 대한민국 제19대 국회의원 선거 당선(광주 북구 갑, 민주통합당, 3선)
- 2012년 5월 30일~2016년 5월 29일: 제19대 국회의원(광주 북구 갑, 민주통합당→민주당→새정치민주연합→더불어민주당, 3선)
- 2012년 6월~2012년 11월: 민주통합당 최고위원
- 2012년 7월~2016년 5월: 제19대 국회 정무위원회 위원
- 2013년 5월~2014년 3월: 민주당 광주광역시당 북구 갑 지역위원회 위원장
- 2013년 민주당 5.18역사왜곡대책위원회 위원장
- 2013년 국회 헌법재판소장 인사청문위원회 위원장
- 2014년 새정치민주연합 관피아방지특별위원장
- 2014년 3월~2015년 12월: 새정치민주연합 광주광역시당 북구 갑 지역위원회 위원장
- 2015년 국회 공무원연금개혁특별위원회 국민대타협기구 공동위원장
- 2015년 2월~2015년 7월: 새정치민주연합 정책위원회 의장
- 2015년 8월~2016년 5월: 제19대 국회 공적연금 강화와 노후빈곤 해소를 위한 특별위원회 위원장
- 2015년 12월~2018년 12월: 더불어민주당 광주광역시당 북구 갑 지역위원회 위원장
- 2017년 제19대 대통령 선거 더불어민주당 문재인 대통령 후보 중앙선거대책본부 총괄수석부본부장
- 2018년 대통령직속 지역발전위원회 자문위원장
- 2019년 1월~2020년 8월: 대통령비서실 정무수석비서관
- 2020년~: 더불어민주당 광주광역시당 상임고문
- 2022년 6월 1일: 제8회 전국동시지방선거 당선(민선 8기, 광주광역시장, 더불어민주당, 초선)
- 2022년 7월~: 제14대 광주광역시장(민선 8기, 더불어민주당, 초선)
- 2022년 7월~: 광주 FC 구단주
- 2022년 8월~2025년 8월: 제12대 한국상하수도협회 회장
- 2023년~: 재단법인 김대중기념사업회 이사
- 2025년 1월~: 제18대 대한민국시도지사협의회 감사

## 수상
- 2015년 한국언론사협회 대한민국우수국회의원 대상
- 2015년 법률소비자연맹 국회의원 헌정대상
- 2014년 국정감사 NGO모니터단 국정감사 우수의원
- 2013년 대한민국우수국회의원대상 대상
- 2010년 광주·전남기자협회선정 인권상

## 저서
가장 대표적인 저서로 《강기정의 목욕탕 이야기》가 있으며, 그가 여의도 국회에서 밤 늦은 시간 혼자 남아서 하루를 정리하면서 일기처럼 쓴 글이 있는 책으로 4년간의 여의도 생활이 진솔하게 담겨있는 책이다. 강기정 본인이 여의도 국회 생활을 시작한 이후 아침 일찍 재미를 붙인 일 중 하나가 국회 안에 있는 목욕탕에 가는 재미였다고 하며 목욕탕에서는 여야가 없었기에 목욕탕에서 들은 이야기를 토대로 정치와 연계시킨 책이다. 
- 《새천년을 위하여》
- 《전남대 50년사-목메인 그 함성소리》
- 《그 도끼날로 나를 찍어라》
- 《바다에서 만납시다》
- 《법 만드는 재미》
- 《강기정의 목욕탕 이야기》
- 《지구생각》
- 《강기정의 목욕탕 이야기2》
- 《노래를 위하여-강기정이 전하는 임을 위한 행진곡 이야기》

## 논란

### 17대 국회 시 폭력 행위
2007년 12월 14일 임시 국회 본회의에서 의장석을 점거한 한나라당 의원을 전화기로 폭행하였다.

### 쌍방 폭력 사건 논란
2010년 12월 8일, 2011년 예산안의 의결을 놓고 이를 강행하려는 한나라당 의원들과 이를 저지하는 민주당 의원들과의 충돌 과정에서 김성회 의원과 강 의원과의 물리적 충돌이 발생했다. 이후 누가 먼저 폭행을 했느냐를 놓고 논란이 진행되었다. 그러나 12월 8일 언론 민중의 소리에서 촬영한 동영상과 국회 CCTV에 찍힌 동영상이 공개되면서 강기정이 먼저 구타한 것으로 밝혀졌다.
12월 8일 언론 민중의소리가 촬영한 동영상에 따르면 양당이 국회 본회의장 사수를 위해 치열하게 맞붙은 이날 오후 김 의원과 강 의원은 양당 보좌진들과 뒤엉켜 한차례 실랑이를 벌이다, 본회의장 안쪽 복도로 휩쓸려 들어갔다. 김 의원은 이후 충돌과정에서 코피가 흘러 손수건으로 연신 코를 닦으며, "강기정 어딨어"라고 강 의원을 찾기 시작했다.
그는 이내 강 의원을 발견하고선 강 의원에게 돌진, 오른쪽 주먹으로 강 의원 얼굴을 정면 가격했다. 김 의원은 나자빠진 강 의원을 향해 "이거 보이지?"라며 자신의 코피를 손가락으로 가리켰다. 화가 난 김성회 의원은 바로 강기정 의원에게 다가가 얼굴을 정통으로 가격하였다.
강기정 의원이 김성회 의원에게 가격을 당하자 이에 옆에 있던 국회 경위의 뺨을 때리는 장면이 인터넷을 통해 유포되었다. 폭행당한 국회경위는 강기정을 고소했다. 또한 국회 윤리위원회는 강기정을 고소하였다. 두 의원의 주먹다짐 끝에 김 의원은 코피가 나고 얼굴이 붓는 전치 2주의 부상을 입었고, 강 의원은 입 안쪽과 바깥쪽을 모두 여덟 바늘 꿰매는 부상을 입었다.

### 청와대 경호실 직원과 충돌
2013년 11월 18일 박근혜 대통령의 시정연설 직후 국회 본관 앞에 세워진 청와대 경호실 버스 부근에서 강기정 의원과 청와대 경호실 직원간 물리적 충돌이 발생했다. 강 의원은 현관을 메운 경호처 버스 3대가 통행을 방해하고 있다며 차량을 다른 곳으로 옮기라고 요구했다. 강 의원이 2번째 버스의 문을 발로 차면서 항의하자, 버스 안에 있던 청와대 경호실 직원이 나와 다른 동료 1명과 함께 강 의원의 뒷덜미와 허리춤을 잡고 양손을 뒤로 꺾었다. 뒤따라온 민주당 노영민 의원이 국회의원이란 사실을 알렸음에도 직원들이 폭행을 계속했다는 게 강 의원의 설명이다.
이를 본 민주당 인사들과 청와대 경호실 직원 30여 명이 뒤엉켜 고성을 지르며 몸싸움이 벌어졌다. 이 때 강기정 의원이 몸부림 치며 벗어나는 과정에서, 경호실 직원이 강기정 의원의 머리에 얼굴을 부딪혀 부상당한 것으로 알려졌다. 민주당 의원들이 "왜 국회의원 멱살을 잡느냐"며 항의했고, 이 직원에게 소속을 밝힐 것을 요구했으나 그는 대답하지 않은 채 국회 본관 안으로 들어갔다.
청와대 경호실은 박근혜 대통령의 국회 시정연설 직후 국회 본관 앞에서 경호 요원인 경찰관이 강기정 민주당 의원으로부터 폭행을 당했다고 주장했다. 경호실은 언론에 배포한 '강기정 의원 폭행사건 보도참고자료'에서 "22경찰경호대 운전담당 현모 순경이 강 의원으로부터 안면을 가격당해 서울 시내 한 병원으로 응급후송돼 봉합 치료를 받고 있다"며 "강 의원의 폭력행사에 대해 법적 조치 여부를 검토하고 있다"고 밝혔다.
그러나 강기정 의원은 국회 정론관에서 기자회견을 열고 "국회 본관 앞에는 국회의장이나 교섭단체 대표 또는 의원들의 차량만 세울 수 있다"며 "어느 정권의 시정연설에도 그렇게 경호차를 차벽처럼 설치하고 오랜시간 의원들의 출입을 막는 경우는 없었다"고 비판하며, "경호원 입술에 피가 났다는 말을 들었는데 나는 경호원 얼굴도 보지 못했고 내 손도 옷깃 하나 스치지 못했다. 나는 경호원 2명에 의해 목이 졸려 있었다"며 자신에 의해 경호원이 부상을 입은 게 아니라고 설명했다.

## 전과
- 현존자동차방화미수, 국가보안법위반, 폭력행위등처벌에관한법률위반, 집회및시위에관한법률위반: 징역 7년, 자격정지 5년 - 1985년 10월 28일 선고[19]
- 현존건조물방화예비, 국가보안법위반: 징역 1년, 자격정지 1년 - 1988년 1월 20일 선고, 1988년 12월 21일 특별사면, 1988년 12월 21일 특별사면복권[19]
- 모욕, 공무집행방해, 상해, 재물손괴: 벌금 500만원 - 2010년 6월 24일 선고[19]
- 공무집행방해, 상해: 벌금 100만원 - 2012년 10월 29일 선고[19]

## 역대 선거 결과
|  | 19.90% |

|  | 18.10% |

|  | 59.82% |

|  | 63.28% |

|  | 57.71% |

|  | 74.91% |

## 소속 정당
| 소속 정당 | 소속 정당      | 소속 기간 | 비고      |
| --------- | -------------- | --------- | --------- |
|           | 무소속         | 2000~2003 | 정계 입문 |
|           | 개혁국민정당   | 2003~2004 | 입당      |
|           | 무소속         | 2004      | 탈당      |
|           | 열린우리당     | 2004~2007 | 입당      |
|           | 대통합민주신당 | 2007~2008 | 합당      |
|           | 통합민주당     | 2008      | 합당      |
|           | 민주당         | 2008~2011 | 당명 변경 |
|           | 민주통합당     | 2011~2013 | 합당      |
|           | 민주당         | 2013~2014 | 당명 변경 |
|           | 새정치민주연합 | 2014~2015 | 합당      |
|           | 더불어민주당   | 2015~2019 | 당명 변경 |
|           | 무소속         | 2019~2020 | 탈당      |
|           | 더불어민주당   | 2020~현재 | 복당      |

## 가족
- 아버지: 강부흥
- 어머니: 진소방(1920년~2021년 11월 15일)
  - 형제 : 강기하, 강기선, 강기민
  - 배우자: 유귀숙
    - 아들: 강지구
    - 딸: 강하은

## 같이 보기
- 북구 갑 (광주)
- 광주 북구의 국회의원
- 대한민국의 대통령비서실 수석비서관
- 광주광역시장